# Eugenio Bianchi (sciatore)
Eugenio Bianchi (Erba, 7 settembre 1985) è un ex fondista italiano.

## Sci di fondo Skiroll
Un atleta internazionale di sci di fondo con all’attivo 7 titoli mondiali targati F.I.S. (4 nella specialità del Rollerski e 3 nel Cross-country ski nella categoria M1).
Dal 2014 è l’atleta italiano con il maggior numero di podi nelle discipline delle OCR/SPARTAN RACE a livello mondiale è in ottava posizione con un totale di 76 podi.

## Biografia

### Sci di Fondo
Originario di Sormano, inizia a fare sport sin da piccolo entrando poi a far parte dello Sci Club Sormano con il quale prende parte alle competizioni di sci e dello skiroll.
Il tassello mancante rimane l’entrata in un corpo militare che avrebbe aperto le porte del professionismo.
La perdita del servizio di leva obbligatorio spinge Bianchi a finire gli studi e concentrarsi sul lavoro, facendo da prima il venditore porta a porta per poi avviare un'impresa familiare con il padre.
È l’unico atleta ad aver vinto un Mondiale ed una Coppa del Mondo assoluti da civile.
Si ripresenta sugli sci solo nel 2018 dopo 5 anni di assenza e prende parte ai Mondiali Master di Minneapolis dove riesce a vincere 3 gare su 3 (30, 7,5 e 50 km) e un bronzo a squadre.

### Obstacle Races
Nel frattempo, dal 2014 in poi, dopo aver raggiunto l’obiettivo massimo di aggiudicarsi il Titolo Mondiale e la Coppa del Mondo assolute nella stessa stagione, passa alle Spartan Race e abbandona lo Sci (torna solo in occasioni speciali).
Inizia la sua scalata della carriera nelle Obstacle Races, partendo subito con un secondo posto (Roma 2014 stadio olimpico) e 1 classificato nella sua seconda SR presso il Castello Sforzesco di Milano.
L’affermazione di una grande carriera inizia al Crossodromo di Malpensa dove riesce nella stessa giornata ad aggiudicarsi la vittoria di entrambe le gare Super e Sprint.
Atleta conosciuto per diversi fattori non solo atletici, Bianchi colleziona podi da ormai 7 anni essendo al vertice della disciplina sia in casa, che nel resto del mondo.
È l’ottavo atleta al mondo per numero di podi e di vittorie, capace di vincere su qualsiasi distanza tanto da essersi aggiudicato 6 podi nelle Series Europee in soli 2 anni.

## Palmarès

### Sci di Fondo e Skiroll
Campionati Italiani: 14 Ori, 5 Argenti, 5 Bronzi
Coppa del Mondo: 13 Ori, 9 Argenti, 4 Bronzi
Mondiali: 1 Oro (JUNIOR), 1 Oro (ASSOLUTO), 3 Ori (M1), 1 Argento (team sprint), 1 Bronzo (M1-STAFFETTA)
Coppe del Mondo: 1 Oro (JUNIOR), 1 Oro (ASSOLUTO)
15 PODI (5 ori) in gare internazionali SKIMARATHON

### Spartan Race e OCR
Campionati Italiani Spartan Race/OCR: 3 ORI
Podi Spartan Race: 42 Ori, 27 Argenti, 7 Bronzi
Mondiali: 8 Classificato (Blue Mountains; CANADA, 2018)
8º nel ranking mondiale per numero di vittorie Spartan Race, 8º nel ranking mondiale per numero di podi
Series 2018: 1 ITALIAN SERIES - 2 DACH SERIES - 2 MOUNTAIN SERIES
Series 2019: 1 ITALIAN SERIES - 2 DACH SERIES - 3 MOUNTAIN SERIES
Series 2021 : 1 ITALIAN SERIES - 3 FRENCH SERIES
Series 2022 : 1 ITALIAN SERIES - 2 OCR EUROPEAN CHAMPIONSHIP ELITE